# Gunnar Åberg (konstnär)

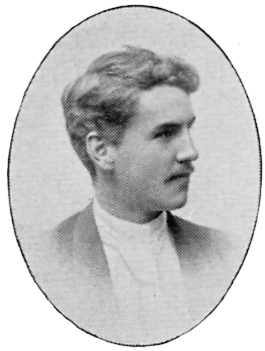
Gunnar Åberg

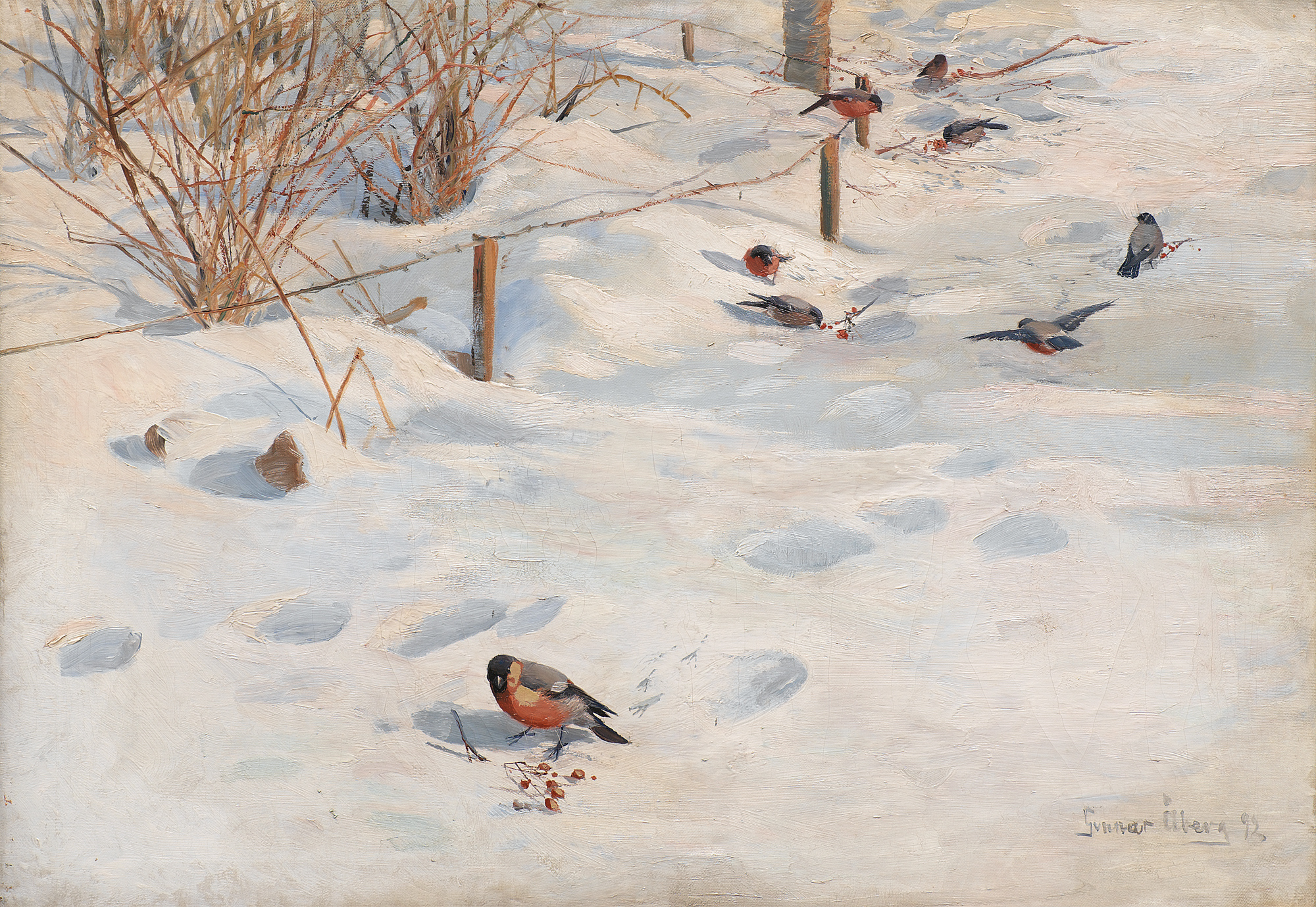
Domherrar i vinterlandskap (1892), av Gunnar Åberg.

Axel Gunnar Åberg, född 9 maj 1869 i Uddevalla, död 18 februari 1894 i Uddevalla, var en svensk konstnär känd för sina målningar med djur och landskap.
Han var son till telegrafikommissarien Henrik Åberg och hans hustru. Åberg studerade vid Konstakademien i Stockholm 1886–1892 och sedan i Paris för Léon Bonnat. Under tiden i Konstakademien fick han specialtillstånd att teckna djur på Veterinärhögskolan och tog under studieåren synbarligen starka intryck av Bruno Liljefors sätt att avbilda djuren. I Paris delade han bostad och ateljé med Pelle Swedlund 1889–1890. Han tilldelades ett resestipendium som han på grund av sin lung-tbc inte kunde utnyttja. Som illustratör illustrerade han och Axel Sjöberg August Strindbergs Blomstermålningar och djurstycken, ungdomen tillegnade 1888. Åberg är representerad vid Uddevalla museum, Uppsala universitetsbibliotek och Nationalmuseum .